# 锡比里勒
锡比里勒（法語：Sibiril，法語發音：[sibiʁil]）是法国菲尼斯泰尔省的一个市镇，属于莫尔莱区。

## 地理
锡比里勒（48°39'54"N, 4°3'50"W）面积11.47 平方千米，位于法国布列塔尼大區菲尼斯泰尔省，该省份为法国最西部的省份，位于布列塔尼半岛西部，北西南三面环大西洋，东临阿摩尔滨海省和莫尔比昂省。
与锡比里勒接壤的市镇（或旧市镇、城区）包括：克莱代尔、普卢古尔姆、特雷夫拉韦南。

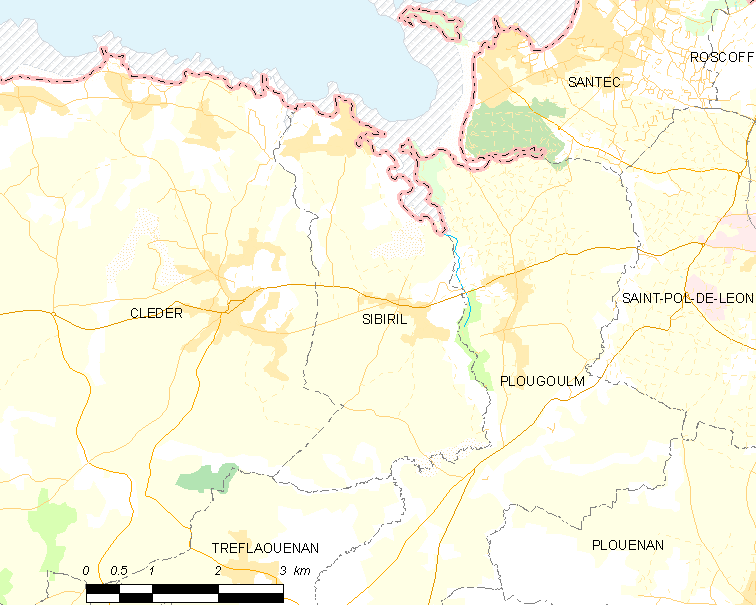
锡比里勒的OSM定位图

锡比里勒的时区为UTC+01:00、UTC+02:00（夏令时）。

## 行政
锡比里勒的邮政编码为29250，INSEE市镇编码为29276。

## 政治
锡比里勒所属的省级选区为圣波勒德莱昂县。

## 人口

1962-2008年间锡比里勒人口变化图示

锡比里勒于2022年1月1日时的人口数量为1154人。